# NGC 4368
NGC 4368 је елиптична галаксија у сазвежђу Девица која се налази на NGC листи објеката дубоког неба.
Деклинација објекта је + 10° 37' 18" а ректасцензија 12h 23m 6,6s. Привидна величина (магнитуда) објекта NGC 4368 износи 13,4 а фотографска магнитуда 14,4. NGC 4368 је још познат и под ознакама NGC 4325, MCG 2-32-19, CGCG 70-37, VCC 616, NPM1G +10.0298, PGC 40183.